# Wilton (Somerset)
Wilton – osada w Anglii, w Somerset. W 1921 roku civil parish liczyła 875 mieszkańców.